# Donald Smith, 1. Baron Strathcona and Mount Royal

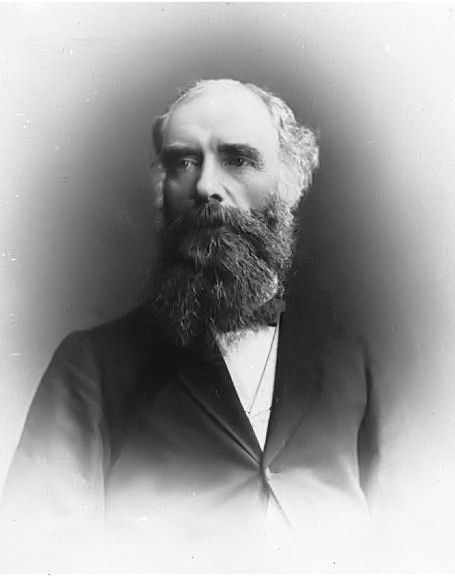
Donald Smith, ca. 1890

Donald Alexander Smith, 1. Baron Strathcona and Mount Royal, GCMG, GCVO, PC (* 6. August 1820 in Forres, Schottland; † 21. Januar 1914 in London) war ein kanadischer Politiker, Diplomat, Bankier und Unternehmer. Nach seiner Emigration nach Kanada arbeitete er über drei Jahrzehnte lang im Dienste der Hudson’s Bay Company als Pelzhändler, stieg danach zum Hauptaktionär auf und war schließlich Vorsitzender des Unternehmens. Er beteiligte sich maßgeblich an der Canadian Pacific Railway und war Präsident der Bank of Montreal. Ab 1870 war er auf Provinz- und Bundesebene politisch tätig, von 1896 bis zu seinem Tod war er Hochkommissar Kanadas im Vereinigten Königreich. Smith gehört zu den einflussreichsten kanadischen Persönlichkeiten Ende des 19. Jahrhunderts.
Die kanadische Bundesregierung, vertreten durch den für das Historic Sites and Monuments Board of Canada zuständigen Minister, ehrte Smith am 14. Oktober 1971 für sein Wirken und erklärte ihn zu einer „Person von nationaler historischer Bedeutung“.

## Leben

### Hudson’s Bay Company
Smith wurde in Forres im Nordosten Schottlands geboren und erhielt dort eine kaufmännische Ausbildung. Inspiriert durch die Taten seines Onkels John Stuart beschloss er 1838, nach Niederkanada auszuwandern. Dort trat er in die Dienste der Hudson’s Bay Company (HBC). Er war zunächst in Tadoussac stationiert und erhielt 1843 die Aufsicht über die Seigneurie Mingan im Süden Labradors. Seine eher unkonventionellen Verwaltungsmethoden missfielen HBC-Gouverneur George Simpson, der insbesondere die späte Ablieferung der Jahresrechnungen kritisierte. 1846 brannte der Handelsposten nieder und Smith kehrte vorübergehend nach Montreal zurück.
Zwei Jahre später wurde Smith nach Hamilton Inlet an der Ostküste Labradors versetzt, wo er 1852 zum Chefhändler (chief factor) aufstieg. Er überzeugte die HBC davon, in Frachtschiffe zu investieren, und baute eine erfolgreiche Lachskonservenfabrik auf. Ab 1862 war Smith für sämtliche Handelsaktivitäten in Labrador zuständig. 1865 reiste er nach London und hinterließ beim Verwaltungsrat der HBC einen positiven Eindruck. Dieser ernannte ihn 1868 zum Direktor der Niederlassung in Montreal, die den Handel im gesamten Osten Kanadas koordinierte. Im selben Jahr gründete Smith zusammen mit seinem Cousin George Stephen, Richard Bladworth Angus und Andrew Paton das Textilverarbeitungsunternehmen Paton Manufacturing Company in Sherbrooke.
Im Auftrag der kanadischen Regierung reiste Smith 1869 zur Red-River-Kolonie im heutigen Manitoba, um mit Louis Riel, dem Anführer der Red-River-Rebellion, zu verhandeln. Er konnte Riel dazu bewegen, eine 40-köpfige Versammlung einzuberufen, welche die Verhandlungsposition der Regierung detailliert prüfen sollte. Es gelang ihm, die Freilassung von Mitgliedern der radikalen Canadian Party zu erwirken, allerdings konnte er nicht die Hinrichtung von Thomas Scott durch die provisorische Regierung verhindern. Er kehrte im Frühjahr 1870 nach Ottawa zurück und wurde zum Präsidenten des HBC-Rates der nördlichen Gebiete ernannt, womit er effektiv Administrator der Nordwest-Territorien inklusive Manitoba war.
Smith begleitete im August 1870 Garnet Wolseley auf dessen Militärexpedition in die Red-River-Kolonie nach dem Ende der Rebellion (→ Red-River-Expedition). Smith war bis zur Ankunft von Adams George Archibald am 2. September interimistischer Gouverneur. Er blieb in der Region und war verantwortlich für die Abwicklung der Übergabe der bisher von der HBC kontrollierten Nordwest-Territorien an die Bundesregierung. Archibald berief Smith am 20. Oktober 1870 in die Provinzregierung Manitobas, doch die Bundesregierung machte diesen Schritt umgehend rückgängig, da Archibald seine Kompetenzen überschritten hatte.

### Politische Karriere
Im Dezember 1870 wurde Smith in die Legislativversammlung von Manitoba gewählt, wobei er im Wahlkreis Winnipeg and St. John John Christian Schultz bezwang. Da Doppelmandate auf Provinz- und Bundesebene damals noch erlaubt waren, kandidierte er bei einer Unterhaus-Nachwahl als unabhängiger Konservativer und siegte im Wahlkreis Selkirk. Im Parlament vertrat Smith hauptsächlich die Interessen der HBC. 1872 gründete er zusammen mit Hugh Allan die Bank of Manitoba. Im selben Jahr wurde er auch in den Temporären Rat der Nordwest-Territorien berufen, der bis 1876 Bestand hatte.
1873 kam es zum Bruch mit John Macdonalds konservativer Bundesregierung, da der Premierminister die Entschädigungszahlungen für Smiths frühere Ausgaben in der Red-River-Kolonie hinausgezögert hatte. Beim Misstrauensvotum nach Bekanntwerden des Pacific-Skandals stimmte er gegen die Regierung und trug dazu bei, sie zu Fall zu bringen. Manitoba schaffte die Doppelmandate ab, so dass Smith 1874 seinen Sitz im Provinzparlament aufgab. Bei der Unterhauswahl 1874 gewann er problemlos gegen Andrew Bannatyne – die Zeitung Manitoba Free Press mutmaßte, Smith habe seinen Freund und Geschäftspartner zur Kandidatur überredet, um ernsthaftere Konkurrenz fernzuhalten.
Die HBC ernannte Smith 1873 zum Verantwortlichen für Grundstücks- und Immobilienhandel. Er interessierte sich zunehmend für die Erschließung des Landes durch Eisenbahnen und gehörte 1875 zu den Mitgründern der Manitoba Western Railway. Er war auch Partner der Red River Transportation Company, die 1878 die Kontrolle über die St. Paul, Minneapolis, and Manitoba Railway übernahm. Bei der Unterhauswahl 1878 schlug er seinen Konkurrenten Alexander Morris nur um neun Stimmen. Zwei Konservative klagten Smith wegen Korruption an, zwei Jahre später sprach ihn der Oberste Gerichtshof schuldig und entzog ihm das Unterhausmandat. Die daraufhin angesetzte Nachwahl verlor er deutlich, woraufhin er sich aus der Politik zurückzog.

### Wirtschaftsführer

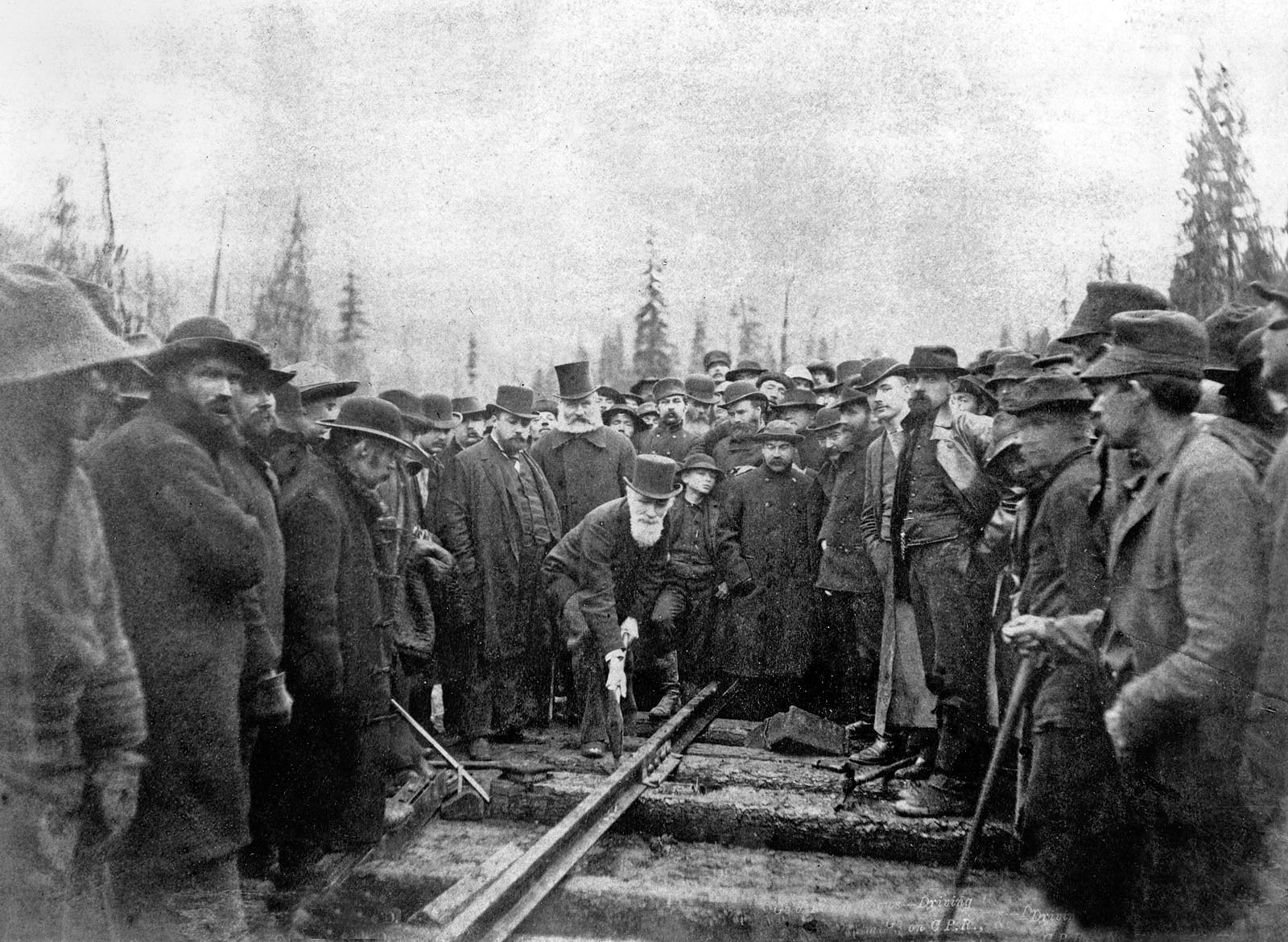
Smith setzt am 7. November 1885 den symbolischen letzten Nagel der Canadian Pacific Railway

Im Februar 1879 trat Smith als Direktor der HBC zurück, da er sich verstärkt seinen eigenen wirtschaftlichen Interessen in der Textilindustrie und im Eisenbahnwesen widmen wollte, blieb aber Berater. Auch bei der Canadian Pacific Railway (CPR), die sich damals noch im Bau befand, spielte er eine immer wichtigere Rolle. Er war ein bedeutender Minderheitsaktionär und besaß bei mehreren Anschlusslinien im Osten, die von der Canadian Pacific Railway übernommen wurden, die Mehrheit. Dem Verwaltungsrat der Canadian Pacific konnte er aber erst 1883 beitreten, da John Macdonald, der 1878 wieder Premierminister geworden war, seine Ernennung mehrmals verhinderte. Als die CPR 1884 kurz vor dem Bankrott stand, setzte er einen Teil seines Privatvermögens ein, um die Vollendung der Strecke nicht zu gefährden. Am 7. November 1885 wurde ihm deshalb die Ehre zuteil, in Craigellachie den symbolischen Letzten Nagel der transkanadischen Eisenbahnlinie zu setzen. Bei der Wahl eines neuen Vorsitzenden der Bahngesellschaft im Jahr 1888 unterlag er William Cornelius Van Horne.
Durch seine vielfältigen wirtschaftlichen Aktivitäten stieg Smith zu einem der reichsten Männer Kanadas auf. Ab 1872 gehörte er dem Verwaltungsrat der mächtigen Bank of Montreal an. 1882 wurde er zu deren Vizepräsidenten gewählt, fünf Jahre später zum Präsidenten. Dieses Amt hatte er bis 1905 inne. 1889 sicherte er sich die Aktienmehrheit der Hudson’s Bay Company und wurde auch in diesem Unternehmen zum Vorsitzenden gewählt. Sein Versuch, die Zeitung Toronto Globe zu übernehmen, schlug 1882 fehl. Hingegen übernahm er elf Jahre später die Mehrheit an der Manitoba Free Press.
Smith trat zur Unterhauswahl erneut als unabhängiger Konservativer an und wurde im Wahlkreis Montreal West gewählt. 1891 schlug er seinen Gegenkandidaten James Cochrane, den späteren Bürgermeister von Montreal, deutlich. Er war weiterhin am politischen Geschehen in Manitoba interessiert. Während des Konflikts um die Manitoba-Schulfrage versuchte er vergeblich, einen Kompromiss zwischen Provinzpremierminister Thomas Greenway und der Bundesregierung auszuhandeln.

### Diplomat

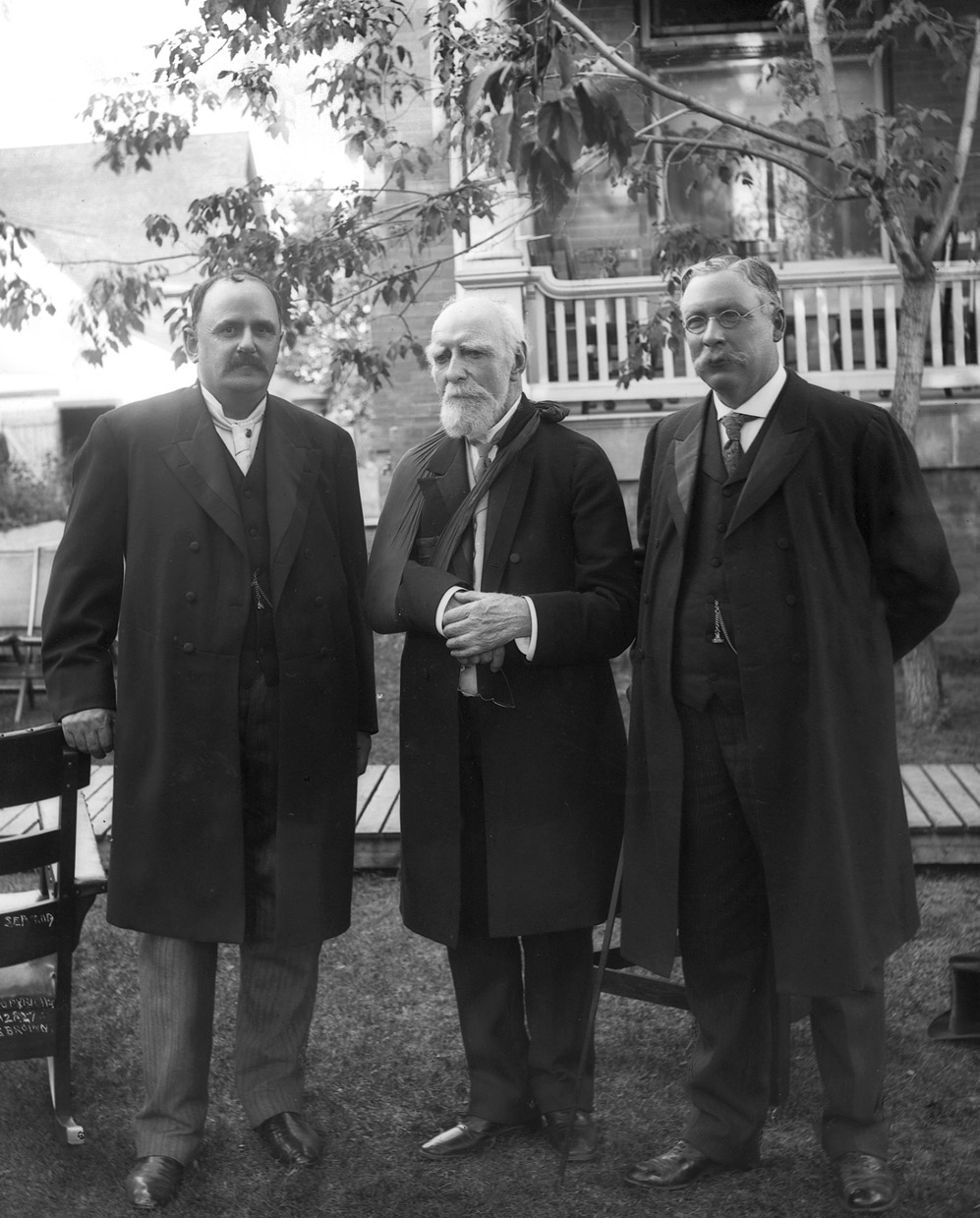
Lord Strathcona (Mitte) mit George Bulyea (links) und Alexander Cameron Rutherford (rechts), 1909

1896 erhielt Smith von Premierminister Mackenzie Bowell das Angebot, sein Nachfolger zu werden, doch er lehnte ab. Das Amt des Regierungschefs übernahm stattdessen Charles Tupper, der Smith am 24. April 1896 zum Hochkommissar Kanadas im Vereinigten Königreich ernannte. Tuppers Nachfolger, der liberale Wilfrid Laurier, beließ Smith 1896 auf seinem Botschafterposten, schränkte aber seine Befugnisse ein.
1897 wurde Smith in den erblichen Adelsstand erhoben und erhielt den Titel Baron Strathcona and Mount Royal. Er arbeitete einige Jahre lang eng mit Innenminister Clifford Sifton zusammen, um die Einwanderungsbestimmungen zu lockern und dadurch die Ansiedlung von Osteuropäern in der kanadischen Prärie zu erleichtern. Smith war ein überzeugter Anhänger des Imperialismus und bot im Jahr 1900 der britischen Regierung an, auf eigene Kosten eine berittene Einheit auszurüsten. Die Lord Strathcona’s Horse (Royal Canadians) kam erstmals im Zweiten Burenkrieg zum Einsatz und bildet heute noch ein Regiment der kanadischen Streitkräfte. Smith gehörte 1909 zu den Mitbegründern der Anglo-Persian Oil Company und war deren erster Vorsitzender. Durch seine Beziehungen wurde das Unternehmen zu einem bedeutenden Lieferanten der Royal Navy.

### Philanthrop
Smith war in seinem späteren Leben ein führender Philanthrop und spendete große Geldbeträge an verschiedene Organisationen in Großbritannien, Kanada und anderen Staaten. Seine größte Spende tätigte er zusammen mit George Stephen und ermöglichte dadurch den Bau des Royal-Victoria-Krankenhauses in Montreal, das 1893 eröffnet wurde. Eine große Summe floss auch an die McGill University in Montreal, wobei Smith maßgeblich dazu betrug, dass 1884 eine Schule für Frauen eröffnet werden konnte. 1888 wurde er zum Kanzler der Universität ernannt und hatte dieses überwiegend zeremonielle Amt bis zu seinem Tod inne. Großzügig von ihm unterstützt wurde auch die Sheffield Scientific School der Yale University in New Haven, weshalb er 1892 die Ehrendoktorwürde erhielt. Smith gehörte zu den Sponsoren der Australasiatischen Antarktisexpedition (1911–1914) des australischen Polarforschers Douglas Mawson, der zum Dank dafür den Mount Strathcona nach Smith benannte.

### Namensgeber
Smith ist unter anderem Namensgeber für den Strathcona Provincial Park, den ältesten der „Provincial Parks“ in British Columbia. Weiterhin trägt im kanadischen Edmonton die Strathcona Highschool seinen Namen.